# Ilona Koutny
Ilona Koutny (n. 1 martie 1953, Budapesta, Republica Populară Ungară) este o lingvistă și esperantistă poloneză de origine maghiară. Ea lucrează ca profesor universitar în Poznań, Polonia. În 2008, a fost premiată ca „Esperantistul Anului” de revista La Ondo de Esperanto. A fost membru al Academiei Esperanto (Akademio de Esperanto) din 1998 până în 2016.

## Biografie
Koutny a studiat lingvistica la Universitatea „Eötvös Loránd” din Budapesta, unde și-a luat și doctoratul. Acolo a dat lecții de limbă și a dezvoltat sistemul „ESPAROL” pentru limba esperanto. După moartea profesorului István Szerdahelyi, ea a preluat catedra sa de esperanto și lingvistică de la Universitatea Eötvös în 1987. Koutny a predat și lingvistică computațională.
După ce s-a mutat în Polonia, s-a abilitat la Universitatea Adam Mickiewicz din Poznan (UAM) în 2009. În anul următor, a preluat catedra de limbi fino-ugrice și a devenit profesor în 2011. Acolo a predat limba maghiară și lingvistică la Institutul de Lingvistică al Universității Mickiewicz din Poznań (PL), unde a fondat programul postuniversitar de interlingvistică.
Koutny este profesor asociat la Academia Internațională de Științe San Marino (AIS; în esperanto Akademio Internacia de la Sciencoj), membru al ILEI, CED. A fost membru al Academiei Esperanto (Akademio de Esperanto) din 1998 până în 2016.
Koutny a scris mai multe dicționare și este coeditor al revistei poloneze Język. Komunikacja. Informacja.
Soțul ei a fost Zbigniew Galor (1952-2017), lector universitar de sociologie la Szczecin, esperantist și președinte al filialei poloneze a AIS.